# شهریارنامه
شهریارنامه منظومه‌ای حماسی و دربردارندهٔ سرگذشت شهریار پسر برزو و نوهٔ سهراب و بازگویی داستان‌های پهلوانی او در هند و سند و سرندیب است. در واقع شهریارنامه دنباله تاریخ حماسی ایران است که به بازگویی سومین نسل از تبار رستم می‌پردازد. کتاب شهریار نامه در قالب مثنوی و همچون دیگر آثار حماسی فارسی، به شیوه شاهنامه سروده شده‌است.
ذبیح‌الله صفا شهریارنامه را سرودهٔ عثمان مختاری می‌پندارد. استاد همایی می‌گوید که در اتحاد جماهیر شوروی، یک نسخه خطی به نام «دیوان مختاری» به تاریخ کتابت 1242قمری یافته و اوراقی نیز در موزه بریتانیا به دست آورده که شامل اشعار مختاری است اما این اوراق، دربرگیرنده شهریارنامه نیستند. با این حال غلامحسین بیگدلی پس از پیگیری‌های مصرانه، توانست به نسخه خطی شهریارنامه که شاعر آن را عثمان مختاری مرقوم نموده‌اند، دست یابد و بدین گونه، تمام نقل‌قول‌های استادانی چون خانلری و همایی و اقبال آشتیانی را که صحت انتساب شهریارنامه به مختاری را نمی‌پذیرفتند، مردود نماید.
از شهریارنامه سه دست‌نویس ناقص در دست است. نخستین آن‌ها متعلق به کتابخانهٔ بانکیپور است و دارای ۱۸۰ برگ است و به گمان در سدهٔ هفدهم یا هجدهم میلادی نوشته شده‌است. گوینده در این نسخه نام یا تخلص خود را «فّرخی» می‌گوید و ازهمین‌رو برخی پژوهشگران غربی گمان کرده‌اند که شاید منظور همان فرخی سیستانی باشد. نسخهٔ دوم در آکادمی علوم تاجیکستان در دوشنبه نگهداری می‌شود و به نام نسخهٔ چایکین شناخته می‌شود. این نسخه مفصل‌ترین نسخه از این اثر است. قطعه‌ای دیگر دارای سی و دو برگه در کتابخانهٔ بریتانیا وجود دارد که گویا برش‌خورده از نسخه‌ای نگاره‌دار است.